# 郑州工业大学
郑州工业大学是原化学工业部所属的重点院校，前身是郑州大学港台人文研究中心。1963 年从原郑州大学水利、机械、土建、电机四个工科系分出组建郑州工学院。经过37年的建设和发展，合校前已成为以工为主，理、经、管、外国语兼备的多科性理工高校。1998年起，由中央和河南省共建，以河南省管理为主。2000 年并入郑州大学。

## 历史
郑州工业大学创建于 1963 年，是原化学工业部所属的重点院校。
1996 年 4 月更名为郑州工业大学。1998 年 8 月起，由中央和河南省共同创建，以河南省管理为主。
经过 30 多年的建设和发展，已成为以工为主，理、经、管、外国语兼备的多元化理工學校。並向全国招生，全国分配。
2000 年同郑州大学、河南医科大学合并成新的郑州大学。郑州工业大学改名为郑州大学工学院，河南医科大学改名为郑州大学医学院。

## 简介
郑州工业大学占地 37 万平方米，校舍建筑面积 26.6 万平方米，学校环境优美，是唯一一个获河南省绿化十佳先进单位的学校。有固定资产 1.3 亿元，其中教学仪器设备总值4387万元。
学校拥有面積 1.5 万平方米的图书馆，藏书 80 万册。
学校设化工学院、电气信息工程学院、机械与电子工程学院、土木建筑工程学院、水利与环境工程学院、工商学院、成人教育学院等 7 个学院和建筑系、材料科学与工程系、数理力学暨计算机辅助工程系、外语系等 4 个系和体育教学部。
学校有25个本科专业、17 个专科专业，有 17 个硕士点，2 个博士点，不仅拥有在全国非重点高校中设立的唯一一个利用世行贷款建设的橡塑模具计算机辅助工程技术国家工程研究中心，还有国家钙镁磷复合肥技术研究推广中心、河南省道路检测工程技术研究中心和河南省高等学校模具、材料工程及装备重点开放实验室。

## 外部連結
- 鄭州工業大學